# Aythyini
Canards plongeurs
Tribu
Synonymes
Aythyinae Delacour and Mayr, 1945
Les Aythyini sont une tribu de canards, les oiseaux ansériformes de la sous-famille des anatinés. Ce sont ceux que l'on qualifie de canards plongeurs. Les canards marins, qui sont également plongeurs mais en mer, forment aujourd'hui la tribu Mergini.

Dans d'anciennes classifications, cette tribu est élevée au rang de la sous-famille Aythyinae.
Ces canards sont nommés plongeurs car ils se nourrissent principalement en plongeant sous l'eau. Les nettes rousses peuvent rester 20 secondes sous l'eau. Certaines espèces comme les fuligules par exemple, se nourrissent parfois en surface, comme les canards de surface.
Ils n'entrent pas en compétition avec les autres espèces de canards car ils ne fréquentent normalement pas les mêmes lieux et ne mangent pas la même chose. Ils préfèrent les eaux libres[Quoi ?].
Leur corps est plus lourd et massif que les canards de surface et leurs pattes sont situées en arrière ce qui rend peu commodes leurs déplacements terrestres. Ils ne s'envolent pas directement, mais battent longuement des ailes en courant à la surface de l'eau. Les espèces vivant au nord sont migratrices mais celle du sud tendent à être sédentaires.

## Classification
Liste des espèces modernes d'après Donne-Goussé et al. (2002) et Gonzales et al. (2009):
- genre Aythya:
  - Fuligule à collier — Aythya collaris
  - Fuligule à dos blanc — Aythya valisineria
  - Fuligule à tête noire — Aythya affinis
  - Fuligule à tête rouge — Aythya americana
  - Fuligule austral — Aythya australis
  - Fuligule de Baer — Aythya baeri
  - Fuligule de Madagascar — Aythya innotata (probablement éteinte)
  - Fuligule de Nouvelle-Zélande — Aythya novæseelandiae
  - Fuligule milouin — Aythya ferina
  - Fuligule milouinan — Aythya marila
  - Fuligule morillon — Aythya fuligula
  - Fuligule nyroca — Aythya nyroca
- genre Netta:
  - Nette brune — Netta erythrophthalma
  - Nette demi-deuil — Netta peposaca
  - Nette rousse — Netta rufina
- genre Rhodonessa
  - Nette à cou rose — Rhodonessa caryophyllacea (éteinte)

auxquelles on peut éventuellement ajouter des espèces basales qui n'étaient pas forcément qualifiées de canards plongeurs:
- genre Asarcornis:
  - Canard à ailes blanches - Asarcornis scutulata
- genre Marmaronetta:
  - Marmaronette marbrée - Marmaronetta angustirostris
- genre Cyanochen:
  - Ouette à ailes bleues - Cyanochen cyanoptera
- genre Pteronetta:
  - Canard de Hartlaub - Pteronetta hartlaubii
- genre Chenonetta:
  - Canard à crinière - Chenonetta jubata
- genre Sarkidiornis:
  - Canard à bosse - Sarkidiornis melanotos